# طبنة

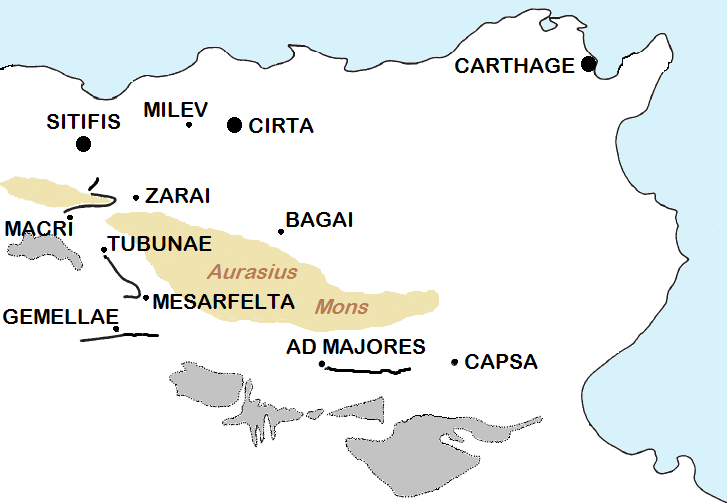
خريطة تُظهر توبنا (Thbunae) في منطقة الخندق الأفريقي جنوب سيتيفيس

طبنة أو تيبوناي أو ثوبونا هي مدينة رومانية قديمة تقع في بلدية بريكة بولاية باتنة الجزائرية.

## التسمية
في العصر الروماني، كانت المدينة تسمى توبونا أو توبونيس، وفقًا لنقش موجود في المنطقة. عرفت مدينة طبنة في العصور الوسطى باسم «ثبوناي (Thbunae)» وقد مثلت المدينة حينئذ منشأة عسكرية رومانية يعود بنائها إلى مطلع القرن الثاني ميلادي. وورد اسم المدينة لأول مرة في النصوص القديمة عند بلينيوس الأكبر في كتابه «التاريخ الطبيعي» تحت اسم: Tuben oppidum، فلفظ oppidum باللاتينية هي صفة غالبًا ما كانت تطلق على المواقع العمرانية المحصنة وتعني المدينة، فتترجم إلى مدينة توبين.
في المصادر المكتوبة وردت أشكال مختلفة لتسمية تيبوناي من بينها: توبونيس (Tubonis)، توبينيانيس (tubiniensis)، توبونينسوس (Tubunensos)، توبونيس (Tubunis)، ثوبوناس (thubunas) غير أن التسمية الرائجة في مصادر الفترة القديمة هي «Thubunae أو Tubunae». حافظت مدينة توبوناي على هذه التسمية طيلة الفترة الممتدة من الاحتلال الروماني لنوميديا إلى تاريخ الفتح العربي الإسلامي إلا أنه حصل تحول جزئي للاسم القديم مع الحفاظ على التقارب اللفظي والصوتي، فطبنة هي الاسم المعرب للاسم السابق كما أنه شُيدت على أنقاضها المدينة العربية الإسلامية «طبنة».

## الموقع
تقع المدينة الأثرية طبنة على بعد 4 كم جنوب شرق مدينة بريكة، على ارتفاع 460 م يحدها شمالا وادي بريكة وجنوبا وادي بيطام.على الطريق المؤدية إلى مدينة بسكرة، وإلى بلدية أمدوكال التابعة لدائرة بريكة. تحتل مساحة 273 هكتار. لا يوجد سوى أنقاض لحاضرة كانت من أكبر مدن الطريق القديم من القيروان إلى سجلماسة. يذكر أن موقع طبنة صُنّف في سنة 1950 وسُجّل ضمن قائمة التراث الوطني في يناير 1968.

## خلفية تاريخية
في العصور الوسطى، كانت المدينة عاصمة إقليم الزاب. حيث تواجد الأمازيغ بقوة. كانت الجهات الشرقية من بلاد الجزائر تسمى في الفترة القديمة بمقاطعة نوميديا وبها تقع مدينة توبوني (طبنة) الرومانية بين جبال الأوراس وشط الحضنة. شيدت منذ سنة 20 ق.م، وبنيت من طرف الرومان إبان حكم الإمبراطور الروماني تراجان (98-117 م)، لتكون حصنًا وقلعةً عسكرية لحماية حدود الدولة الرومانية من ثورات الأمازيغ.
حظيت مدينة طُبْنَة منذ الفتح الإسلامي لها عام 81هـ/ 700م بمكانة وأهمية كبيرة اكتسبت بفضلها شهرة ذاعت في كافة الأرجاء. اشتهرت بحصارها من قبل القائد الأمازيغي أبو قرة  وجيشه مؤلف من ائتلاف الخوارج، عام 772 م لما كان يقيم بها الحاكم ذو الأصول العربية المهلبي محمد عمر أبو حفص الذي كان في خدمة الخليفة العباسي، وكاد القائد الأمازيغي ان يفتك به لولا فساده، الذي سحب قواته المشكلة من مجموعة كبيرة من المهاجمين من أجل 40000 درهم. كان يوجد في المدينة قلعة، كما وصفها محمد بن يوسف.و وفقًا للمؤرخ العربي البكري، فإن السور العظيم والقلعة والمسجد الكبير لمدينة توبنا تم بناؤهم بأمر من الخليفة العباسي أبو جعفر المنصور.

### طبنة قبل الفتح الإسلامي

#### خلال العهد الروماني
يرجع تأسيسها إلى عهد ا الإمبراطور الروماني تراجان (98-117 م)  حيث استقر بالمدينة عدد من المستوطنين الرومان المنتسبين إلى قبيلة بابيريا التي ينتمي إليها الإمبراطور ترايانوس، ويرجح أنهم استعملوا في بنائها الحجارة المجلوبة من مقلع الحجر بجبل متليلي الواقع على مسافة خمسة كيلومتر شرق المدينة.
بالرغم من استولاء الرومان على مدن وسهول نوميديا لم يستطيعوا ولوج المناطق الجبلية شمال الأوراس، وهذا ما اجج ثورات الأمازيغ على الرومان، فاجبروا على اقامة حاميات عسكرية جنوب الجبال لمراقبة المنطقة، فاستقر الجنود الرومان بمدينة طبنة، وهذا قبل قدوم الفيلق الأوغسطي الثالث بمنطقة الأوراس الذي استقر سنة 122 م بمدينة لمباز (تازولت حاليا) في عهد الإمبراطور هادريان (117-138 م)، تم فتح طريق إستراتيجية تخترق جبال الأوراس لتصل مدينة توبوني (طبنة) بلمباز عبر كاسيس (وادي القنطرة) في عهد الإمبراطور كومودوس (180-192م)، هذا الطريق هو إحدى طرق منظومة الليمس الرومانية الذي يمتد على مسافة 70 كم بين منطقة التريبوليتان شرقا ومنطقة الحضنة غربا.وارتقت طبنة في عهد الإمبراطور سيبتيموس سيفيروس (193-211م) إلى رتبة: مونيكبيوم، وشهدت المدينة في هذه الفترة نهضة عمرانية كبيرة، وتغلغلت المسيحية بالمدينة منذ سنة 250 م حيث كان هناك مركز للأسقفية، كما كانت المدينة ممثلة في المجتمع الديني بقرطاجة سنة 258 م وسنة 411 م من طرف الأسقف الكاثوليكي كريسكونيوس والأسقف الدوناتي بروتسيوس.
خلال العهد الإمبراطوري الأخير تولى القائد بونيفاس الإشراف على هذا القطاع العسكري سنة 417 م، واتخذ مدينة طبنة مقر إقامته وجعل منها مركز مراقبة تحركات قبائل الأوراس دائمة التمرد وقد نجح في إيقاف هذا التمرد.
كانت هذه المدينة «في أعماق نوميديا»  التي ارتحل اليها أوغسطينوس، على الأرجح في عام 421، للقاء بونيفاس المسؤول الروماني وحضه «لخدمة الكنيسة من خلال حماية الإمبراطورية من البرابرة». ويذكر أوغسطينوس أثناء زيارته إلى المدينة النجاحات التي أرز عليها القائد بونيفاس وذلك أن يصبح واليا على كامل مقاطعة إفريقية بداية نسنة 422 م، ليقلد بعدها منصب كونت إفريقيا (ممثل الإمبراطور الروماني بهذه المقاطعة). لم يتم حفظ أسماء أي من أساقفة هذه المدينة، والتي ذكرها بطليموس. كانت الرؤية فارغة عندما استدعى هنريق أساقفة شمال إفريقيا إلى قرطاج عام 484. واحتفظت المدينة ببعض الآثار الرومانية حتى بعد الاجتياح الوندالي منها سور المدينة الذي بلغ طوله 2840 متر بابعاد 760 على 640 متر.

#### خلال العهد الوندالي
اجتاحت الإمبراطورية الرومانية بعد موت القسطنطين الأكبر موجة من الاضطرابات السياسية والخلافت الدينية، فنزل جنسريق في طنجة مع ثمانين الفا من الرجال والنساء والأطفال والعبيد وتابع طريقه حتى نوميديا، تمكن من هزم القائد الروماني بونيفاس في المقاطعة الإفريقية ثم اكتسح الوندال السواحل وأسسوا في عام 429م دولة قوية مركزها قرطاج وأقاموا حاميات عسكرية ولكن لم يستطيعوا مد نفوذهم داخل المملكة كلها، مما جعل الأمازيغ يشعرون باستقلالية وهاجموا المناطق الرومانية، وتضررت طبنة بعد إغارة الأمازيغ عليها.

#### خلال العهد البيزنطي
استعادت المدينة كامل حيويتها بعد احتلال البيزنطيين بقيادة الإمبراطور البيزنطي هو جستينيان الأول لبلاد المغرب سنة 533 م، وسعى البيزنطيون إلى إعادة بناء الامبراطورية الرومانية في الغرب حيث أعاد البيزنطيون التحصينات الرومانية القديمة وأسسوا الحامية البيزنطية بطبنة سنة 540 م. وتدل بقايا هذه التحصينات البيزنطية على أن الخط الأول كان يبدا عند مدينة بجاية وينتهي عند قفصة مرورا بسطيف وطبنة ثم يدور حول جبال الأوراس ليصل إلى تاموقادي في طريقه إلى تبسة، أما الخط الثاني فكان يبدأ عند قرطاجة وينتهي عند مدينة قسنطينة.ومثلت طبنة أحد النقاط الهامة والأساسية للسيطرة العسكرية في المنطقة الجنوبية الغربية لإفريقيا، لذلك يمكن اعتبار فترة حكم البيزنطيين فترة حكم عسكري.

### خلال الحكم الإسلامي

#### خلال فترة حكم الولاة
غداة الفتح الإسلامي لبلاد المغرب تذكر المصادر التاريخية أن عقبة بن نافع أقام في طبنة خلال عودته من طنجة، حيث سرح الجيش المحمل بالغنائم إلى القيروان قبل أن يتحرك رفقة من معه من الجند ناحية بادس، وهنالك لقي حتفه قرب تهوذة بنواحي بسكرة، واعاد فتحها موسى بن نصير سنة 81 للهجرة. بسبب الثورات المتاتلية للامازيغ عمد ولاة إفريقية إلى تحصين مدينة طبنة وإقامة أسوار عليها لتصبح بمثابة النقطة الدفاعية والدرع الواقي لإقليم الزاب، وفي هذا الإطار تحول الحصن البيزنطي إلى حامية عسكرية للجند العربي وأصبحت المدينة نقطة تمركز هام للسلطة في غرب إفريقية، وتصاعدت ثورات الخوارج فكانت فتنة قبلية في عهد الخليفة العباسي أبي جعفر المنصور وذلك سنة 140ه – 757 م وهيئت هذه الثورة لسقوط القيروان في أيدي الخوارج الصفرية ثم الإباضية فيما بعد وبالتالي أصبحت إفريقية تحت سيطرة الخوارج.
بعد سقوط القيروان على يد الخوارج سنة 141 للهجرة، إزاء هذا الوضع أرسل الخليفة المنصور جيشا قدر ب40 ألف جندي بقيادة محمد بن الأشعث بصحبة أحد قادة الجيش الأغلب بن سالم التميمي، فكانت الهزيمة للإباضية وتمكن الأشعث من دخول القيروان وتمت إعادة بسط النفوذ العباسي على المنطقة سنة 144ه-761م. بعد ذلك أقر الوالي الأشعث بتعيين العمال على أقاليم إفريقية. فاصبحت المدينة عاصمة بلاد المغرب، ثم تحولت عاصمة لإقليم الزاب الشاسع، وعين الوالي محمد بن الأشعث الأغلب بن سالم التميمي كوال للمدينة عام 144 للهجرة، وبعد وفاته تم تعيين الوالي عمر بن حفص الذي أعاد ترميمها وبنائها سنة 151 للهجرة ليجعلها مركزا لحماية القيروان، وقد تعرضت المدينة لحصار الاباضيين سنة 153 هجري، ما جعل الخليفة هارون الرشيد يعين واليا مباشرة من بغداد للمدينة. وكان لمدينة طبنة دور أساسي في تأسيس الدولة الأغلبية على يد إبراهيم بن الأغلب الطبني التميمي سنة 184 للهجرة.

#### خلال العهد الأغلبي
بقي ذكر هذه المرحلة من تاريخ مدينة طبنة قليلا، الشيء المؤكد أن طبنة اكتسبت مكانة عظيمة في حياة إبراهيم ابن الأغلب مؤسس الدولة الأغلبية، عين على ولايتها حمزة بن السبال (المعروف بالحرون) أحد رؤساء القادة، كما أن طبنة مثلت القاعدة الخلفية والأهم بالنسبة للوالي الجديد القديم إبراهيم ابن الأغلب حيث جعل من طبنة ملاذا ينظم فيه أموره ثم يعيد الكرة إلى القيروان التي بقي فيها واليا مدة شهرين ثم جاءه كتاب الرشيد الذي زوره ابن العكي.وتوفي إبراهيم ابن الأغلب سنة 196 ه.

### حصار المدينة وسقوطها
، بعد سقوط مدينة سطيف تبعها حصار المدينة من طرف جيش الدولة الفاطمية بقيادة أبو عبد الله الشيعي لكنها استعصت عليه دام الحصار مدة عام، واستعملت الدبابة لاختراق سورها القوي، وفي آخر شهر ذي الحجَّة سنة 293هـ، المُوافق فيه شهر تشرين الأوَّل (أكتوبر) سنة 906م، استولى أبو عبد الله على مدينة «طُبنة» في طرف إفريقية، وهي قاعدة نهر الزَّاب الكبير، وإحدى أكبر وأغنى المُدن الأغلبيَّة بعد القيروان، وعيَّن عليها عاملًا شيعيًّا هو يحيى بن سُليمان، كما فتح بلزمة. بهذه المقاومة الشرسة وكون سكانها من قبيلة زناتة السنيين ورفضهم للدعوة الشيعية ما حذا بالفاطميين إلى بناء مدينة المسيلة (المحمدية) كعاصمة للإقليم. وبذلك وتراجع دور طبنة فيما بعد إلى غاية تأسيس الدولة الحمادية ووقوع المدينة ضمن مجالها الجغرافي.

## في التأريخ الإسلامي
أبي العباس اليعقوبي: «ومن القيروان إلى بلاد الزاب عشر مراحل، ومدينة الزاب العظمى طبنة، وهي التي يترلها الولاة، وأخلاط من قريش، والعرب، والجند، والعجم، والأفارقة، والروم، والبربر. »
ابن حوقل:«.. و لبغاي طريق يأخذ الآخذ على بلزمة إلى نقاوس إلى طبنة .... ومنها إلى مدينة طبنة مدينة قديمة و كانت عظيمة كبيرة البساتين و الزروع و القطن و الحنطة و الشعير ولها سور من طابية مرحلة و أهلها قبيلتان عرب و رقجانة و أكثر غلاتهم السقي و يزرعون الكتان و جميع الحبوب فيها غزيرة كثيرة و كانت وافية الماشية من البقر والغنم و سائر الكراع و النعم فحدث بينهم البغي و الحسد إلى أن أهلك الله بعضهم بعض و أتى على نعمهم فصاروا بعد سعة في الضيق و الذلة و الصغار و الشتات ، والقلة مشردين في البلاد مطرحين في كل جبل رواد و بقيتهم صالحة ، ومن طبنة إلى مقرة منزل فيه أيضا مرصد مرحلة.... ومن المسيلة إلى إفريقية طريق ثالث يأخذ من المسيلة إلى مقرة و منها إلى طبنة ومن طبنة إلى بسكرة مرحلتان..»
الحميري: «طبنة أعظم بلاد الزاب بينها و بين المسيلة مرحلتان و هي حسنة كثيرة المياه و البساتين و الزرع و القطن و الحنطة و الشعير و عليها سور تراب و لها أخلاط من الناس و بها صنائع و تجارات و لأهلها تصرف في ضروب من التجارات و التمر و سائر الفواكه بها كثيرة، وهي مدينة كبيرة لها حصن قديم عليه سور من حجر ضخم متقن البناء ، ولها أراض واسعة و هي ما افتتح موسى بن نصير حين دخل إفريقية فبلغ سبيها عشرين ألف رأس ، وتشق طبنة جداول الماء العذب و لها بساتين فيها النخل و الثمار و لها نهر شيق غابتها ، وقد بنى صهريج كبير يقع فيه و تسقى منه جميع بساتينها و أراضيها ولم يكن من القيروان إلا سجلماسة أكبر منها ، ومنها أبو مروان عبد الملك بن زيادة الله الطبني ، كانت له مرحلتان إلى المشرق و أخذ العلم عن جماعة من أهل مكة و مصر و القيروان ، وأخذ بالأندلس عن جماعة منهم القنازعي.»
البكري:...«...و تسير من نقاوس إلى مدينة طبنة و هي مدينة كبيرة سورها اليوم من بناء المنصور أبو الدوانيق و هي مما افتتح موسى بن نصير فبلغ سبيها عشرون ألفا و هرب ملكهم كسيلة و سورها مبني بالطوب و بها قصر و أرباض داخل القصر جامع و صهريج كبير يقع فيه نهرها و منها تسقى بساتينها و يقال الذي بناها أبو جعفر عمر بن حفص المهلبي المعروف بهزار مرد يسكنها العرب و العجم بينهم اختلاف و حرب وسكين حولهما بنو قزاح .»
محمد بن يوسف: «قصر طبنة مبني بالصخر عليه باب حديد و لمدينة طبنة من الأبواب باب خاقن مبني بالحجر عليه باب حديد و هو سري و باب الفتح غربي باب حديد أيضا و بينهما سماط يشق المدينة و من الباب و باب تهوذا قبلي عليه باب حديد وهو سري أيضا و الباب الجديد حديد أيضا ، وباب كتامة جوفي و خارج المدينة بإزاء باب الفتح ، سور مضروب على فحص فسيح يكون مقدار ثلثي مدينة طبنة بناه عمر بن حفص و يشق سكك المدينة جداول الماء و مقبرتها شبر فيها و بغرب المقبرة غدير يعرف بغدير فرغان و هو يجري في مصلى العيد و ليس من القيروان إلأ سلجماسة مدينة أكبر منها و اسم نهرها بيطام و إذا حمل سقى جميع بساتينها و فحوصها و يقول أهلها "بيطام بيت الطعام " لجودة زرعها و إذا كانت الحرب بين العرب و المولودين استمد العرب بعرب مدينة تهودا وسطيف ، واستمد المولدون بأهل بسكرة وما والاها .»
المقدسي: «.... والزاب مدينتها المسيلة ولها مقرة ، طبنة ، بسكرة ، باديس ، تهوذا ، طولقا ، جميلا، بنطيوس ، أدنة ، أشير .»
أبو الفداء: «قال ابن سعيد ... المحمدية و منها إلى طبنة أربعة وعشرون فرسخا وطبنة مدينة عظيمة كثيرة المياه و البساتين و الأهل والزروع و أكثر زرعهم مسقى و أكثر غلاتهم القطن .»
الإدريسي: «.... وبين بجاية وطبنة سبع مراحل .... ومن المسيلة إلى طبنة مرحلتان و طبنة مدينة الزاب و هي مدينة حسنة كثيرة المياه و البساتين و الزرع و القطن والحنطة و الشعير و عليها سور من تراب وأهلها أخلاط بها صنائع و تجارات و أموال و لأهلها منصرفة في ضروب من التجارات و الثمر بها و كذلك سائر الفواكه .... ومن مقرة إلى طبنة مرحلة و بين طبنة ومدينة بجاية ستة مراحل ، وكذلك من طبنة إلى بغاي " باغاي" أربع مراحل ومن طبنة شرقا إلى دار ملول مرحلة كبيرة ... ومن طبنة إلى مدينة نقاوس مرحلتان ......»
ابن خلدون «:وبلاد الحضنة حيث كانت طبنة مابين الزاب والتل ....»